# Louis Scott
Henry Louis Scott (Paterson, Nova Jersey, 16 de novembre de 1889 – ?) va ser un atleta estatunidenc que va competir a començaments del segle xx. En el seu palmarès destaca una medalla als Jocs Olímpics de 1912.
El 1912 va prendre part en els Jocs Olímpics d'Estocolm, on disputà cinc proves del programa d'atletisme. En els 3.000 metres per equips guanyà la medalla d'or. Es desconeix la posició exacte que ocupà en els 5.000 metres i els 10.000 metres, mentre en les proves de camp a través fou vint-i-quatrè en la prova individual i abandonà en la prova per equips.

## Millors temps
- 5.000 metres. 15' 06.4" (1912)
- 10.000 metres. 34' 14.2" (1912)[1][2]